# 1109
1109 (MCIX) var ett normalår som började en fredag i den julianska kalendern.

## Händelser

### Okänt datum
- Korsfarare erövrar Tripoli.

## Födda
- 25 juli – Afonso I av Portugal.
- Aelred av Rievaulx, engelsk cisterciensabbot.
- Bela II av Ungern (omkring detta år).

## Avlidna
- 21 april – Anselm av Canterbury, ärkebiskop av Canterbury, helgon, en av skolastikens grundare.
- 28 april – Hugo av Cluny.
- 1 juli – Alfons VI av Kastilien, kung av León och Kastilien.
- Euphraxia av Kiev, tysk-romersk kejsarinna och hertiginna av Sachsen.